# Khai thác gỗ

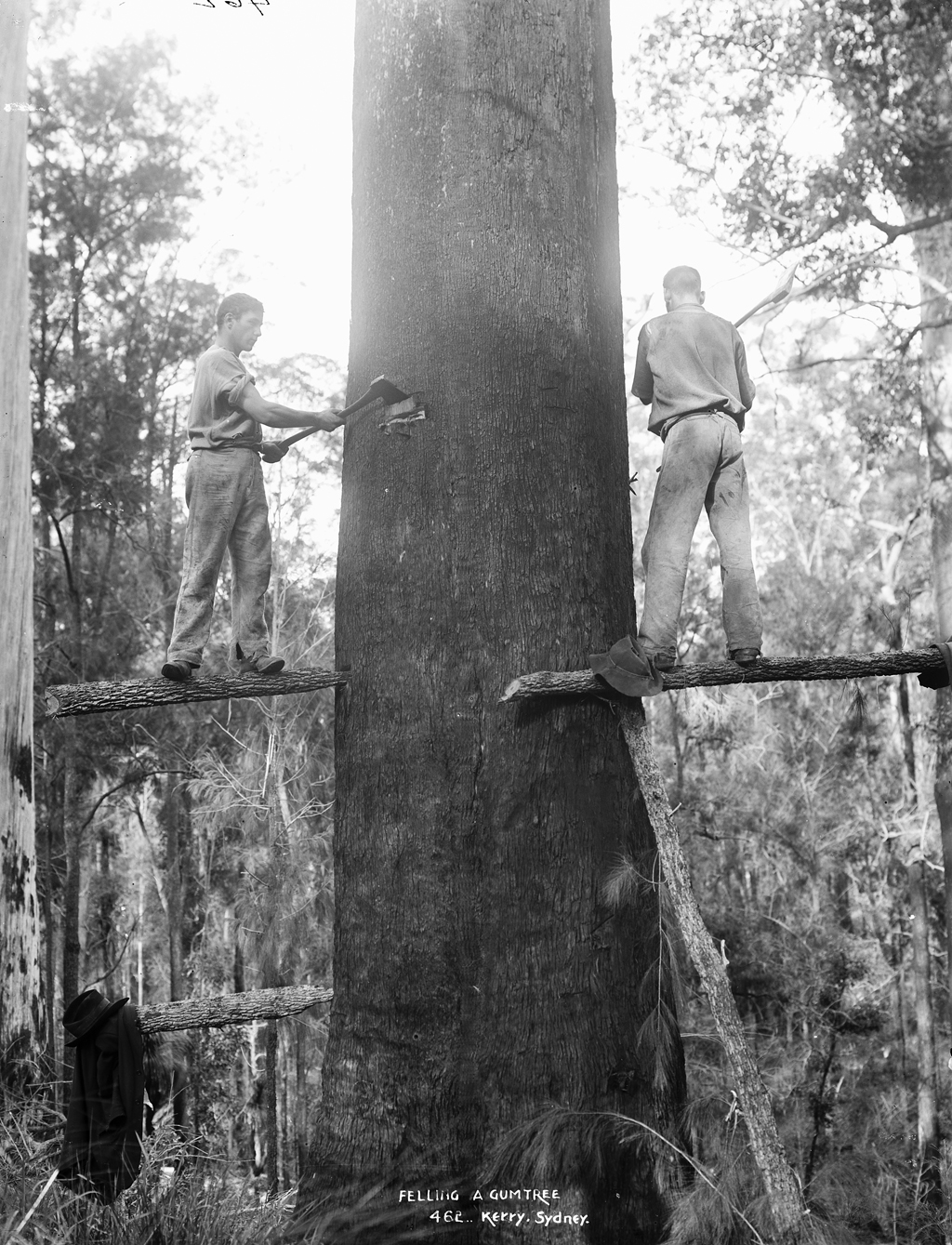
Cây Eucalyptus regnans đang bị đốn, vào khoảng năm 1884 - 1917, ở Úc

Khai thác gỗ là đốn, vận chuyển (kéo), xử lý tại chỗ, và chất cây hoặc gỗ khúc lên xe tải hoặc xe chuyên dụng (skeleton car)
Trong lâm nghiệp, thuật ngữ "logging" đôi khi được sử dụng theo nghĩa hẹp có liên quan đến công việc chuẩn bị để đưa gỗ từ gốc cây đến nơi khác bên ngoài khu rừng, thường là nhà máy cưa hay nơi bãi gỗ. Tuy nhiên, theo cách sử dụng thông thường, thuật ngữ này có thể được sử dụng để chỉ một loạt các hoạt động trong lâm nghiệp.
Khai thác gỗ trái phép có liên quan đến những gì mà trong lâm nghiệp gọi là trộm gỗ, bởi các băng nhóm tội phạm. Nó có thể là đốn hạ, vận chuyển, mua bán gỗ trái pháp luật. Bản thân các quy trình đốn hạ có thể là trái phép, bao gồm việc hối lộ để vào rừng, khai thác tại các khu vực được bảo vệ mà không có sự cho phép, đốn các loài cây được bảo vệ, hay khai thác gỗ quá mức cho phép.
Khai thác kiểu đốn toàn bộ (khai thác trắng) không cần thiết được xem là một hình thức khai thác gỗ nhưng mà là thu hoạch hay phương pháp lâm nghiệp và chỉ được gọi đơn giản là khai thác trắng hay đốn theo lô. Trong ngành công nghiệp sản xuất lâm sản, các công ty khai thác gỗ có thể được xem là người đấu thầu. Còn các nhóm nhỏ hơn, không thuộc công đoàn thì được xem là "khai thác tự do" (gyppo logger)
Đốn các cây có giá trị cao và để lại những cây giá trị thấp, thường là cây bệnh hay biến dạng, là lựa chọn cao cấp. Nó đôi khi được gọi là khai thác gỗ chọn lọc, và hay nhầm với đốn gỗ chọn lọc, là phương pháp thu hoạch các phần của cây.
Khai thác gỗ thường liên quan đến việc khai thác trên mặt đất. Các khu rừng bị chìm hay nằm trên các vùng đất mà bị ngập nước bởi việc tạo đập nhằm trữ nước. Những cây này được khai thác dưới nước hay bằng cách hạ mực nước trữ (xả đập). Hồ Oosta và hồ Williston ở British Columbia, Canada là những ví dụ nổi bật, nơi mà cây gỗ cần được khai thác để loại bỏ các khu rừng bị ngập nước.

## Khai thác trắng
Phương pháp khai thác trắng (clearcutting hoặc là clearfelling) là một phương pháp thu hoạch mà loại bỏ hoàn toàn các cây trong một khu vực được chọn. Tùy thuộc vào mục tiêu kiểm soát, việc đốn toàn bộ có hoặc không để lại cây nhằm mục đích tái sinh, bao gồm việc kiểm soát môi trường sống, giảm sự xói mòn hay các vấn đền liên quan đến chất lượng nước. Các mục tiêu của lâm nghiệp trong việc đốn toàn bộ (ví dụ như để tái sinh các cây mới khỏe mạnh trong khu vực) và tập trung vào chăm sóc quản lý rừng, khác hẳn sự phá rừng. Các phương pháp khác bao gồm đốn cây tạo chỗ cho cây khác, chọn lọc theo nhóm, chọn lọc cây đơn, đốn cây cho hạt, đốn theo mảng, đốn cây kiểu duy trì.

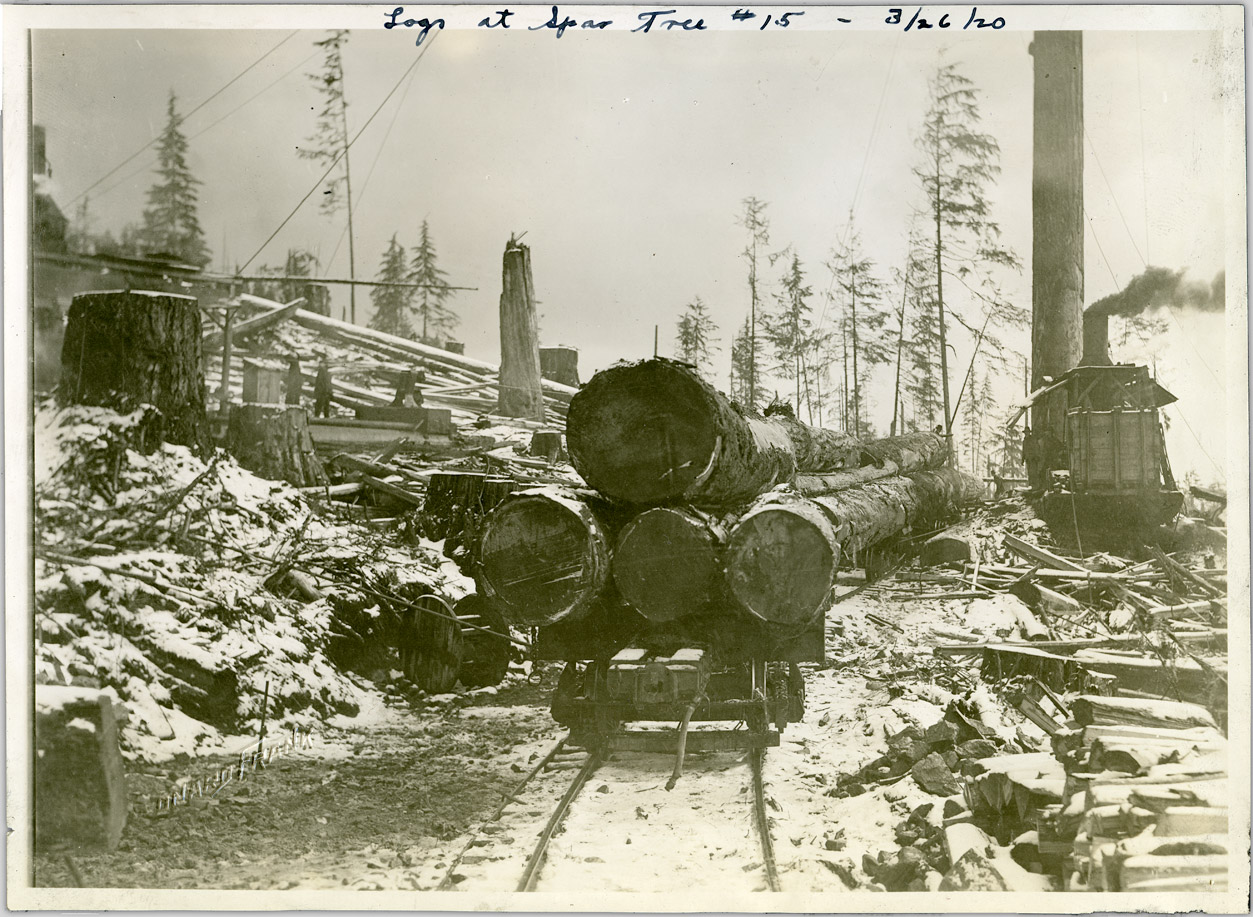
Vận chuyển gỗ

## Phương pháp khai thác
Những hoạt động trên có thể được thực hiện bằng nhiều cách khác nhau, mà trong số đó có ba phương pháp sau được xem là phương pháp công nghiệp:

### Khai thác gỗ theochiều dàicây / Chỉ thu hoạch cành
Các cây được đốn rồi cắt bỏ cành nhánh. Thân cây được chuyển đến nơi tập trung, rồi được cưa ngắn và chất lên xe tải. Cành lá rụng ở nơi đốn phải được xử lý nhằm đề phòng cháy rừng.

### Khai thác cả cây

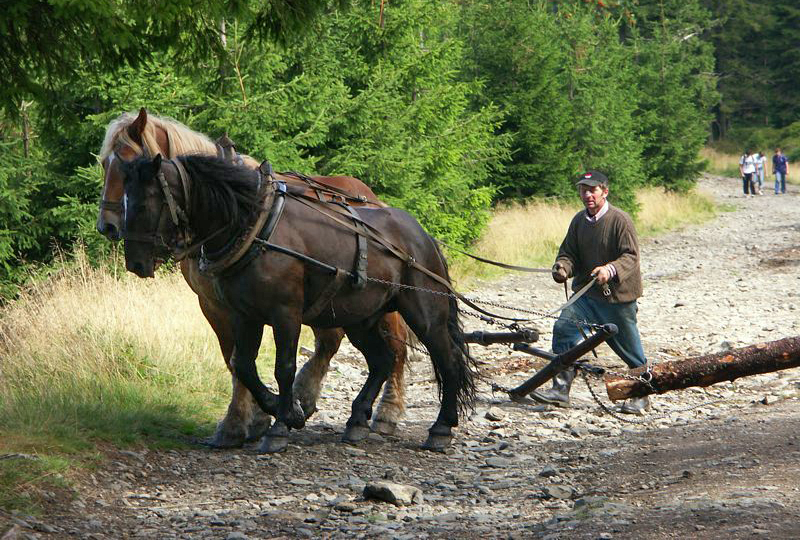
Ngựa kéo gỗ ở Ba Lan

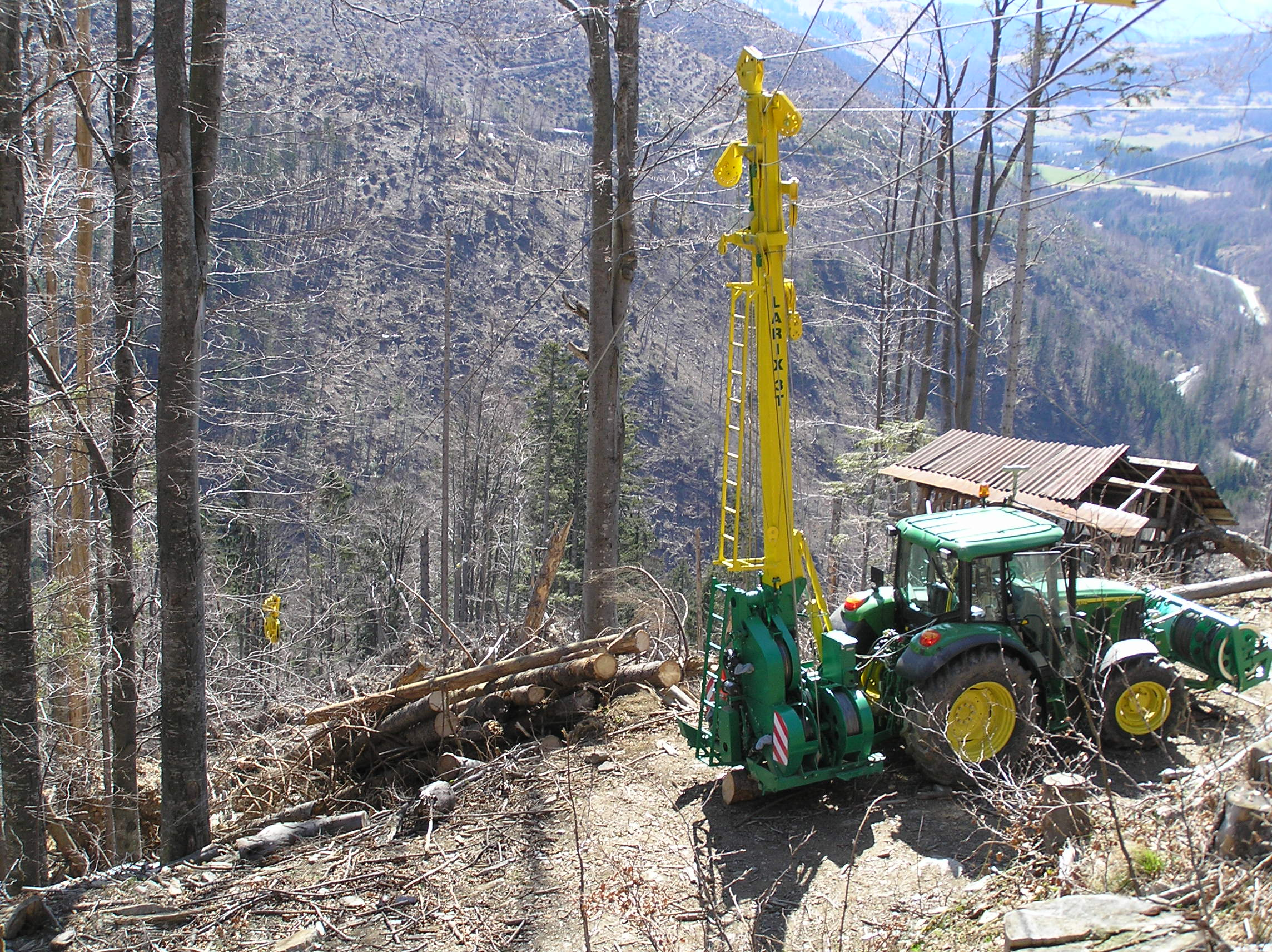
Kéo gỗ bằng cáp trên dãy Anpơ, ở Pháp

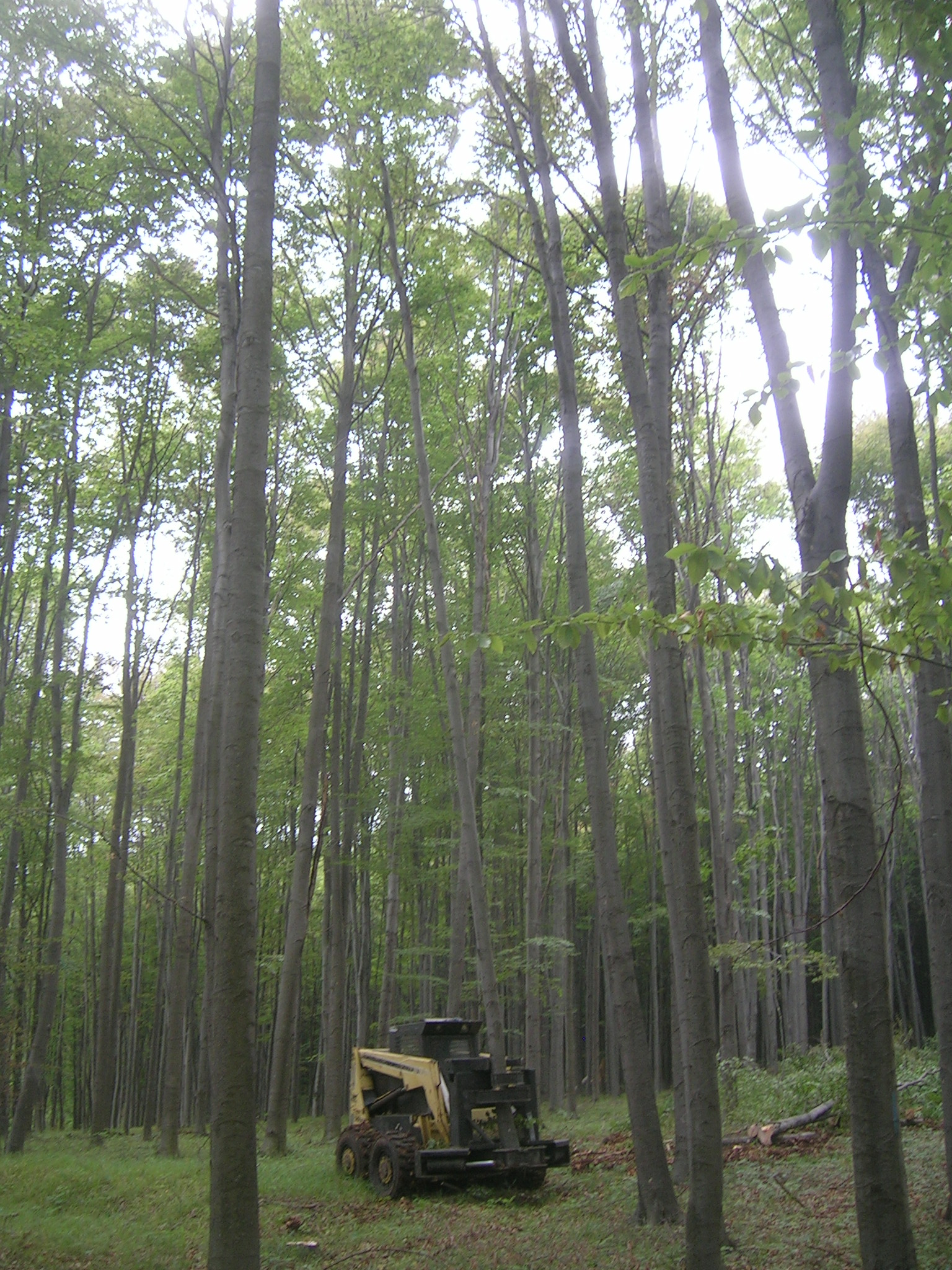
Khai thác gỗ ở Hungary

Cây được đốn rồi chuyển ra lề đường, vẫn còn nguyên cành lá. Đã có những tiến bộ trong quá trình khai thác mà bây giờ cho phép người khai thác hay thu người hoạch đốn cây, cắt cành nhánh cùng lúc. Điều này là do phần ngọn của cây bị đốn có thể sử dụng được. Những cây này sau đó được cắt cành nhánh, cưa ngắn tại nơi tập trung. Phương pháp yêu cầu các cành vụn cần phải được xử lý tại nơi tập trung. Ở những khu vực mà có thể đến được các nhà máy cùng sản xuất năng lượng, cành vụn có thể được bào nhỏ và dùng làm nguyên liệu sản xuất điện và nhiệt. Khai thác toàn bộ cây cũng liên quan đến việc sử dụng toàn bộ cây, bao gồm cành và ngọn cây. Kỹ thuật này loại bỏ cả phần chất dinh dưỡng và đất tại nơi đó và do vậy có thể có hại về lâu dài đối với khu vực đó nếu như không có hành động nào khác được thực hiện. Tuy nhiên, tùy thuộc vào chủng loài, đa số các cành nhánh thường bị gãy trong khi xử lý vì vậy mà kết quả thường không khác với khai thác gỗ theo chiều dài cây.

### Khai thác kiểu cắt từng đoạn
Khai thác kiểu cắt từng đoạn là quá trình bao gồm: đốn, cắt bỏ cành nhánh, cắt ngắn và phân loại (gỗ làm giấy, gỗ cưa, v.v.) ngay tại nơi khai thác, bỏ lại cành nhánh và ngọn. Máy gắp sẽ đốn cây, cắt bỏ cành nhánh và cắt ngắn cây, rồi xếp thành đống để mang đến bãi gỗ. Phương pháp này thường có tác dụng với các cây có đường kính lên đến 900 mm (35 in). Máy gắp được sử dụng hiệu quả với địa hình dốc trung bình. Các máy gắp được vi tính hóa cao để tối ưu hóa chiều dài cắt, kiểm soát khu vực khai thác bằng GPS và sử dụng bảng giá cho mỗi loại gỗ đặc thù nhằm đạt được hiệu quả kinh tế nhất trong khi khai thác.

## Vận chuyển gỗ

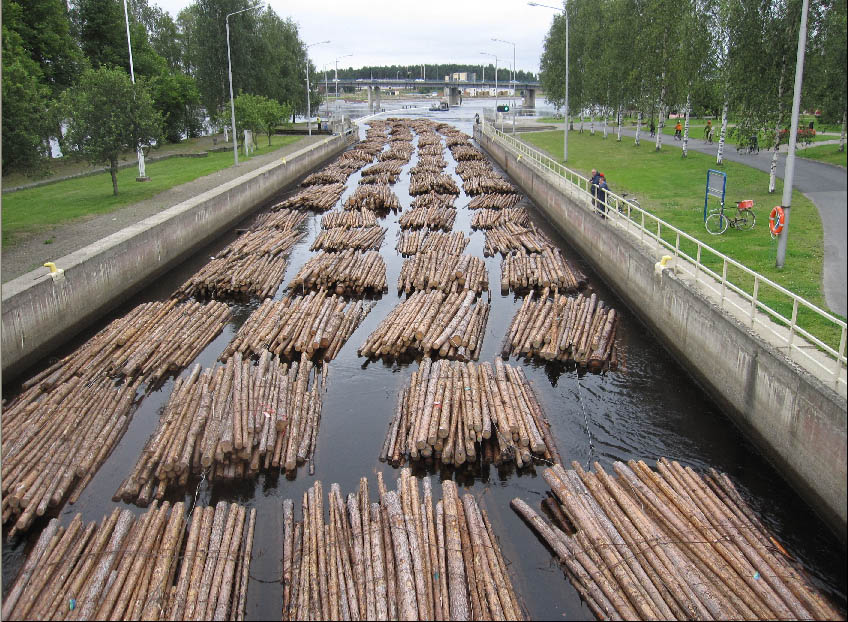
Bè gỗ trên sông kênh đào Joenssu, Đông Phần Lan, năm 2009

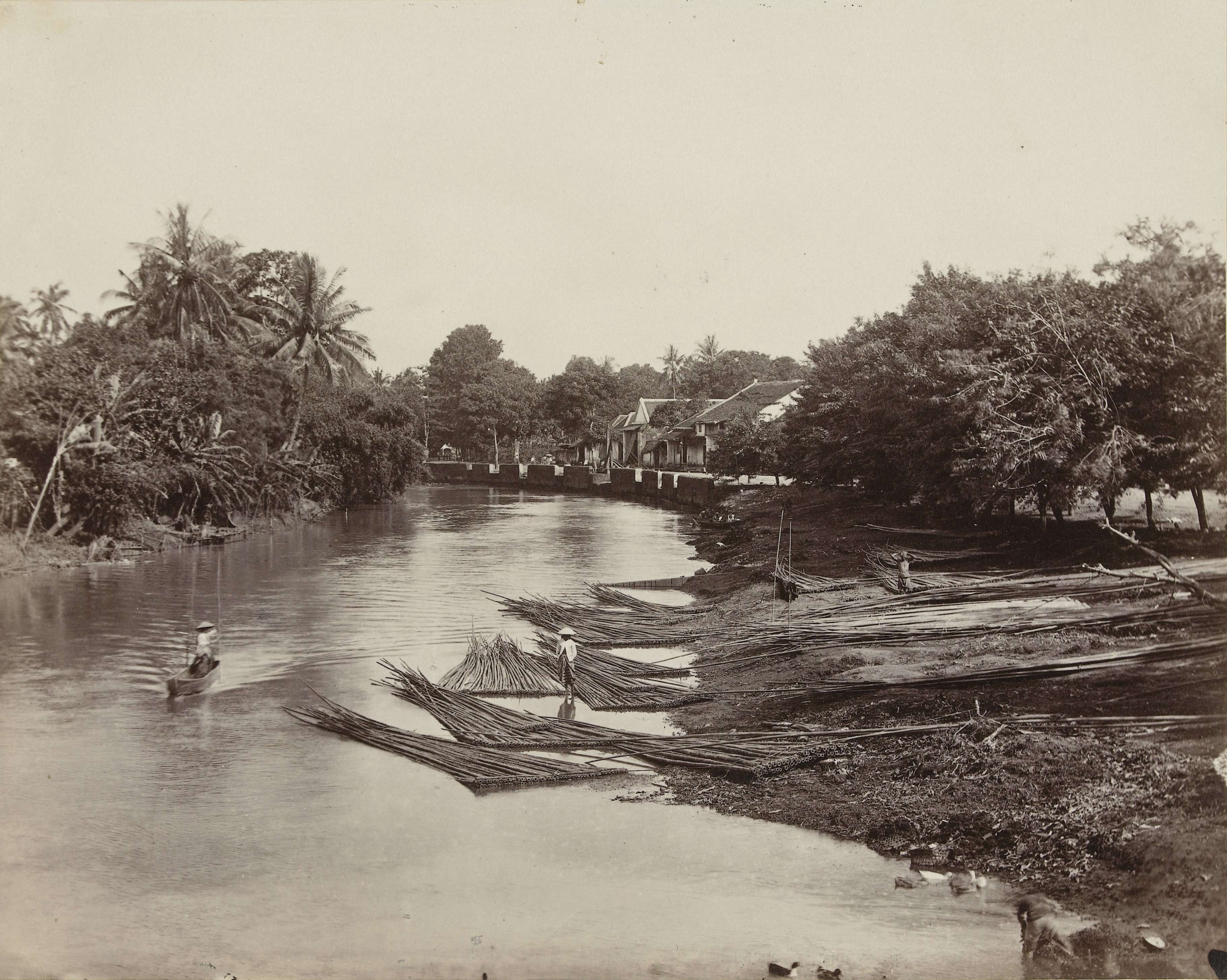
Vận chuyển gỗ ở Indonesia, vào khoảng năm 1870

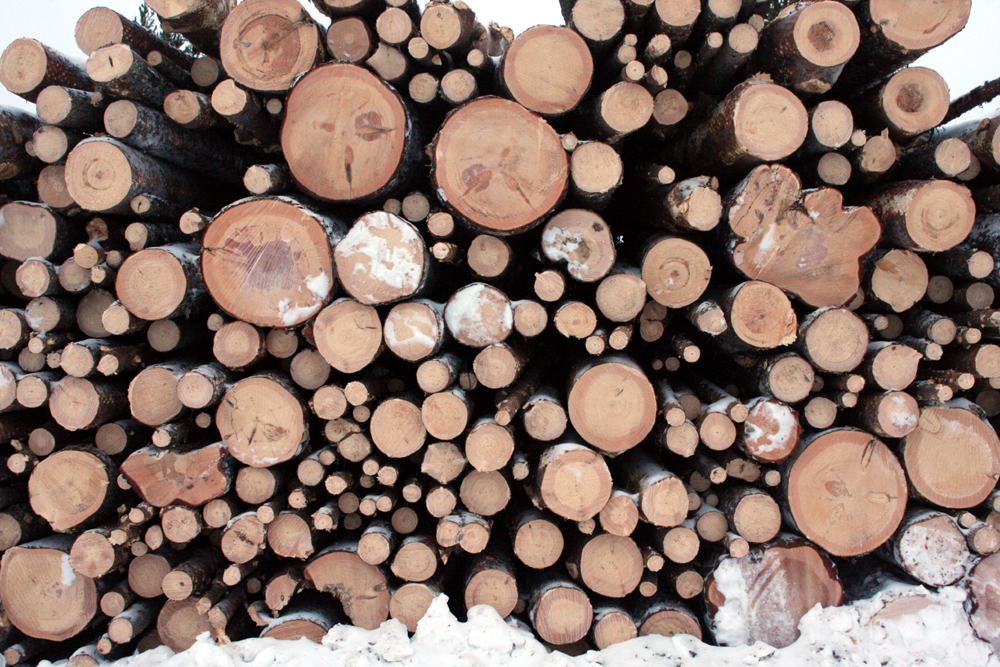
Gỗ làm giấy sắp được chuyển đi

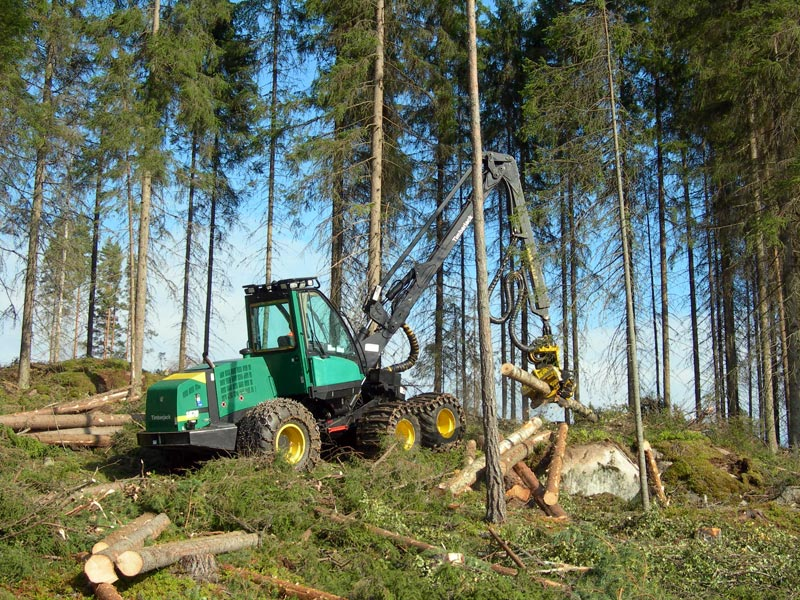
Máy gắp gỗ đang làm việc

Gỗ đã đốn hạ thường được chuyển đến xưởng cưa để cắt thành gỗ xẻ, hay đến xưởng giấy để làm bột giấy, hoặc cho các ứng dụng khác như làm hàng rào. Nhiều phương pháp được áp dụng để vận chuyển gỗ từ nơi đốn đến đường ray hay trực tiếp đến xưởng cưa hoặc xưởng giấy. Phương pháp rẻ nhất và thông dụng nhất trong lịch sử là sử dụng dòng sông để đưa các thân cây nổi xuôi dòng, có thể là theo kiểu rời rạc hoặc kết thành bè. Vào cuối những năm 1800 và nửa đầu những năm 1900, phương pháp thông dụng nhất là dùng xe bò kéo với bánh xe cao hơn 10 feet, sau đó thì dùng máy cày thay bò. Vận chuyển gỗ có thể là một thách thức và khá tốn kém vì cây thường ở xa đường lộ hay dòng nước. Làm và bảo trì đường có thể bị hạn chế ở các khu rừng quốc gia hoặc các khu vực hoang dã khác vì nó có thể gây xói mòn các khu vực ven sông. Khi cây bị đốn ở gần đường lộ, các loại máy móc hạng nặng chỉ đơn giản là cẩu cây lên xe tải. Thường thì, các máy móc chuyên dụng được sử dụng thể thu gom cây từ nơi đốn và chuyển chúng đến gần đường lộ. Có nhiều cách để chuyển cây ra ngoài. Sử dụng xe cẩu gỗ bằng cáp chẳng hạn, kéo được một hoặc vài cây lên sàn xe tải.Khi địa hình không bằng phẳng, cáp treo có thể nâng các cây lên khỏi mặt đất theo chiều thẳng đứng. Hoặc có thể sử dụng trực thăng để chuyển cây đi, khi mà cáp treo không được phép sử dụng vì lý do môi trường hoặc thiếu đường sá. Điều này làm giảm mức độ cơ sở hạ tầng cần thiết để khai thác gỗ ở các địa điểm đặc thù, giảm ảnh hưởng đến môi trường. Các phương pháp khác đã không còn được sử dụng do không hợp thời, bao gồm: sử dụng bò, ngựa, khinh khí cầu.

## Vấn đề an toàn
Khai thác gỗ là một nghề nguy hiểm. Ở Hoa Kỳ, nó được xem là một trong những ngành công nghiệp nguy hiểm nhất. Vào năm 2008, ngành công nghiệp khai thác gỗ tuyển dụng 83000 công nhân, và 93 người chết. Điều này làm cho tỉ lệ tử vong năm đó là 108.1 cứ mỗi 100000 công nhân. Tỉ lệ này cao gấp 30 lần tỉ lệ tử vong chung. Những người khai thác gỗ thường làm việc với các vật nặng và sử dụng các thiết bị như cưa máy, máy móc hạng nặng trên các địa hình không bằng phẳng, đôi khi dốc và không ổn định. Họ còn phải đối mặt với các điều kiện môi trường khắc nghiệt, chẳng hạn như thời tiết và nóng hay lạnh dữ dội. Một người khai thác bị thương thường khó tiếp cận các điều trị khẩn cấp chuyên nghiệp.
Theo truyền thống, tiếng la "Timber !" là để báo hiệu cho những công nhân khai thác gỗ trong khu vực đó biết là có cây bị đốn, vì thế họ nên được cảnh báo để tránh bị cây rơi trúng.